# Heilig Hartbeeld (Ossendrecht)
Het Heilig Hartbeeld is een standbeeld in de Nederlandse plaats Ossendrecht, in de provincie Noord-Brabant

## Achtergrond
In 1933 vierde pastoor A.M. Vermunt van de Sint-Gertrudiskerk zijn zilveren priesterjubileum. Hij kreeg van de parochianen een Heilig Hartbeeld aangeboden. Het beeld werd gemaakt in het atelier J.W. Ramakers en Zonen in Geleen. Het werd op 26 augustus 1934 onthuld, op die dag vierde de Gertrudisparochie haar honderdjarig bestaan.

## Beschrijving
Het monument bestaat uit een beeldengroep; in het midden staat een in gedrapeerd gewaad geklede Christusfiguur, op zijn borst is het Heilig Hart zichtbaar. Hij houdt zijn handen zegenend geheven boven een knielende man met schop aan zijn rechterkant en een knielende vrouw met peuter aan zijn linkerkant.